# FIFA 19
FIFA 19 é um jogo eletrônico de futebol desenvolvido e publicado pela EA Sports, que foi lançado localmente em 28 de setembro de 2018. Este é terceiro game da franquia a usar a engine de jogo da Frostbite para Xbox One, PS4 e PC.
O game oferece vários modos de jogo como o Modo Carreira, A Jornada e o popular Ultimate Team, sendo que o último recebeu diversas novidades para a edição deste ano. Além dos modos de jogo, o game também tem como novidade o licenciamento da principal competição de clubes da Europa, a UEFA Champions League.

## Ligas
São as mesmas ligas do FIFA 18, com a única adição da Super Liga Chinesa, a primeira divisão da China e a retirada da Russian Premier League que será exclusivo do PES 2019.